# Isabel de Bosnia

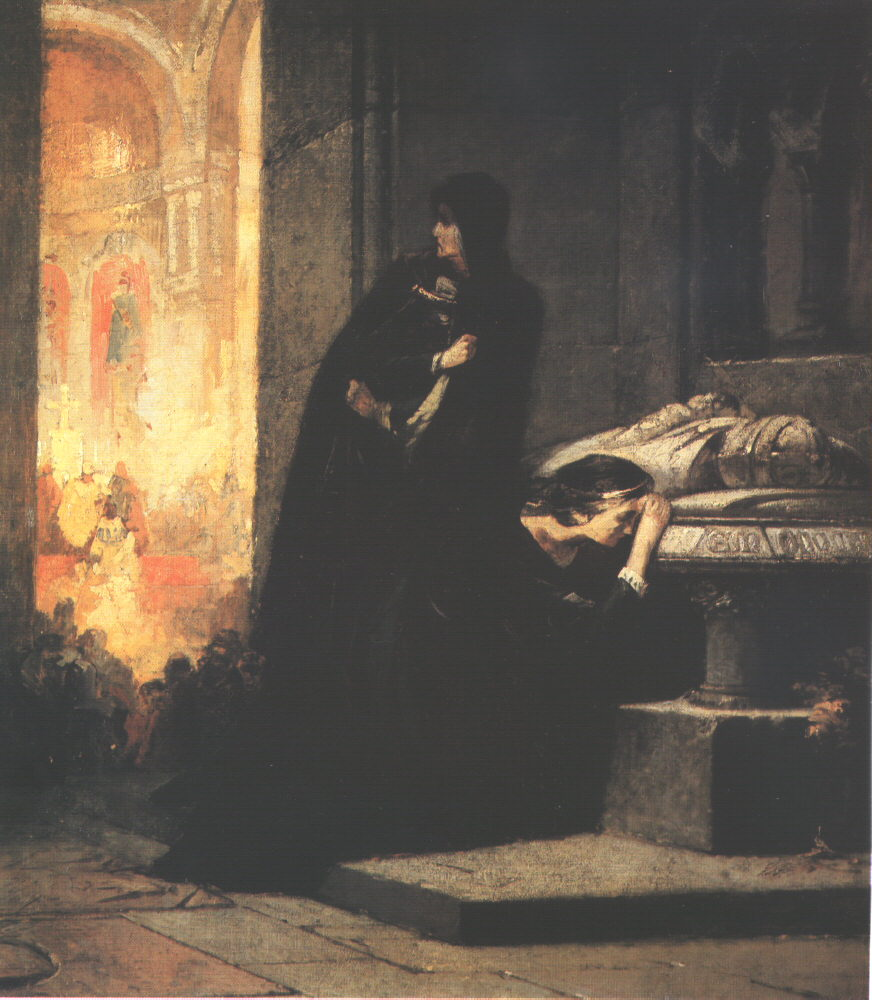
La reina Isabel Kotromanić y su hija la reina María I de Hungría junto a la tumba del rey Luis I de Hungría. Obra de Sándor Liezen-Mayer, 1864.

Isabel Kotromanić (pronunciado Kotromanich) o Isabel de Bosnia (en bosnio: Elizabeta Kotromanić; en húngaro: Kotromanić Erzsébet) (1339-16 de enero de 1387), princesa bosnia y reina consorte de Hungría y Polonia, segunda esposa del rey Luis I de Hungría. Madre de la reina María I de Hungría y de la reina Santa Eduviges I de Polonia. 

## Biografía

### Isabel y su yerno Segismundo de Luxemburgo
Isabel Kotromanić nació en 1339 o 1340 hija del ban Esteban II de Bosnia y su esposa Isabel de Cuyavia, miembro de la casa de los Piastas.
La princesa creció en la corte de Isabel Łokietek, la viuda del rey Carlos Roberto de Hungría en Óbuda, pues su madre Isabel de Kuyavia era pariente de la reina consorte húngara. De esta forma aprendió el idioma húngaro aparte de su lengua materna eslava, que era el croata, y ahí conoció al hijo de la reina Isabel Łokietek, el rey Luis I. Tras la muerte de Margarita de Luxemburgo, la primera esposa del rey, el monarca celebró su matrimonio con Isabel Kotromanić el 20 de junio de 1353. De la unión nacieron cuatro hijas, entre los cuales se hallaba María, nacida en 1365, Catalina de Anjou en 1370, María I de Hungría en 1371, Eduviges I de Polonia en 1373. 

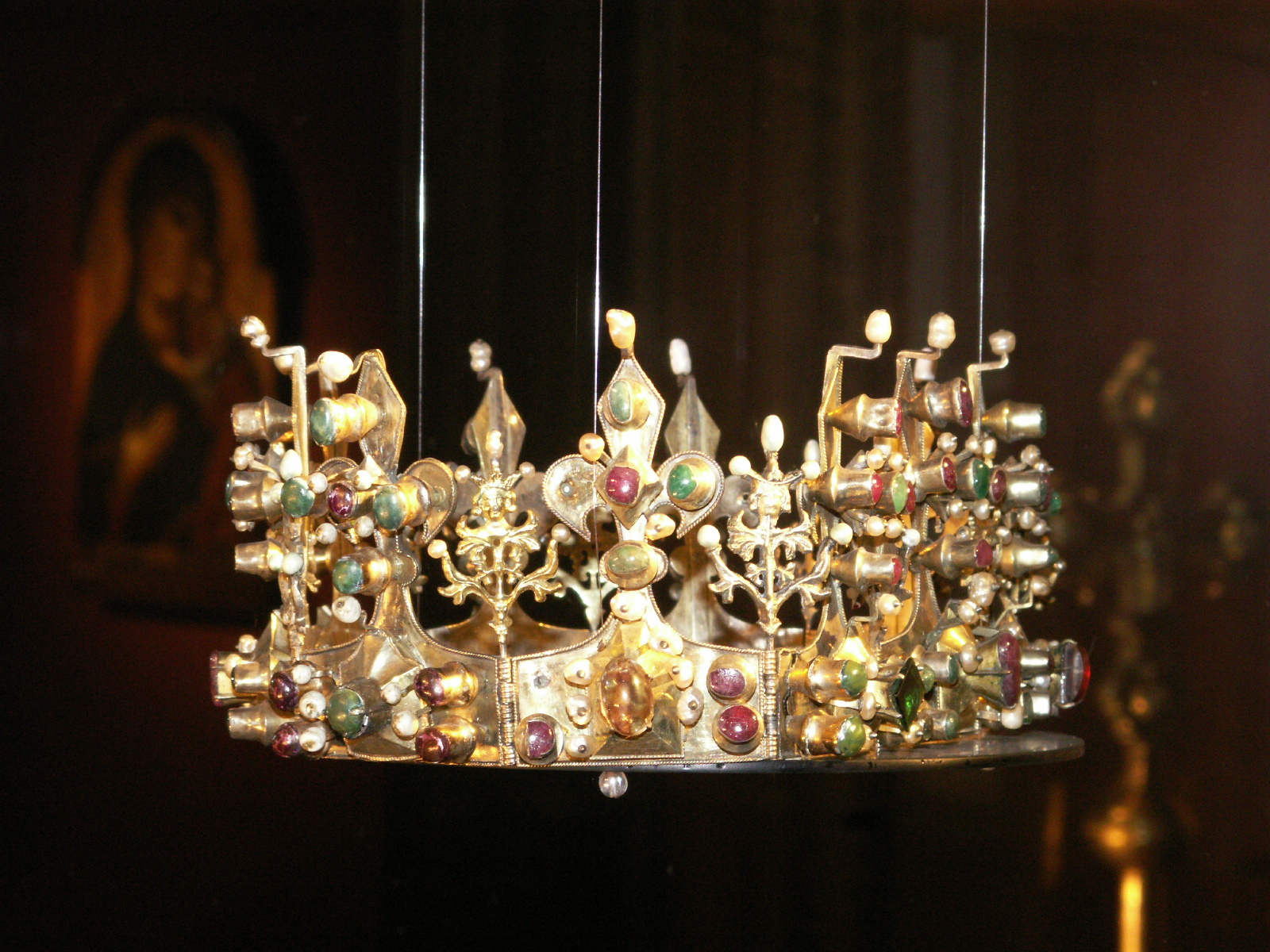
Corona de Isabel Kotromanić, regalo de su esposo Luis I de Hungría.

Isabel Kotromanić siempre quedó relegada a segundo plano en la corte húngara ante su suegra Isabel Łokietek, quien era la consejera más cercana del rey y sin la cual nunca se tomaban decisiones importantes. Luego de la muerte del rey Luis I de Hungría en 1382, Isabel Kotromanić consiguió acceder al poder en nombre de su hija María. El Nádor de Hungría Nicolás Garai resultó de gran peso en sus decisiones, el cual también condujo los grupos de la aristocracia, que no estaban de acuerdo con que Segismundo de Luxemburgo heredase el trono húngaro como el fallecido rey Luis I lo había decretado.
Cuando en agosto de 1384 se reveló que el esposo de la hija de Isabel no sería Segismundo, sino Luis de Valois, el duque de Orleans, el hermano menor del rey Carlos VI de Francia, estalló una guerra interna entre los dos bandos. Durante este caos se disolvió la unión personal entre Polonia y Hungría, generada por el fallecido Luis I, cuando Eduviges I de Polonia fue elegida reina en Cracovia. El matrimonio de la reina húngara y el duque de Orleans se celebró en 1385,y Segismundo se vio forzado a retirarse del reino, planeando hacer valer sus derechos con el uso de las armas. De esta forma regresó con asistencia checa, germana y moravia,y el 1 de noviembre de 1385 obligó a María a casarse con él. Al recibir la noticia del matrimonio, Luis, Duque de Orleans, se retiró y dio paso a Segismundo, quien se convirtió en su nuevo esposo.

### Isabel contra Carlos III de Nápoles
El obispo de Zagreb, Pablo Horváti, y el ban Juan Horváti no reconocían la herencia de María por ser mujer, y por ello organizaron un grupo que trajo de regreso a Hungría al rey Carlos III de Nápoles, quien era un Anjou que se había criado en la corte del fallecido Luis I. En 1385 arribó al reino húngaro con un ejército tras haber sido llamado por varios nobles, y se presentó como pretendiente de la corona húngara, a pesar de que había hecho un juramento a Luis I de que no intervendría entre el trono y su hija María. El muy popular Carlos fue coronado el 31 de diciembre de 1385 en la ciudad de Székesfehérvár por el arzobispo Demeter de Esztergom, ante lo cual Segismundo se vio forzado a escapar nuevamente.
Sin embargo, la reina Isabel Kotromanić no estaba dispuesta a permitir que el Anjou violador de juramentos se hiciera con el poder de la noche a la mañana, y de inmediato planeó un atentado contra él. El 7 de febrero de 1386 por la noche, después de que el nádor Nicolás Garai partiera con la excusa de que prepararía la boda de su hija, apostó un gran ejército alrededor del castillo real, y la reina consorte Isabel llamó a Carlos III asegurándole de que había llegado una carta muy importante de Segismundo. El rey fue sin sospechar nada al ala del castillo de Isabel, donde sus guardias napolitanos fueron asesinados enseguida y el propio rey recibió un golpe con un pico atestado por Blas Forgách. El rey quedó gravemente herido, pero poniéndose en pie intentó huir de allí, y la reina Isabel se desmayó ante la sangrienta escena. La reina no tuvo participación directa en el asesinato ni estuvo al tanto de ellos, pero a raíz de lo ocurrido su hija volvió a ser nombrada reina. Varias semanas después, luego de ser transportado a la ciudad de Visegrado, murió el rey Carlos III el 24 de febrero al ser estrangulado.

### Isabel y su hija

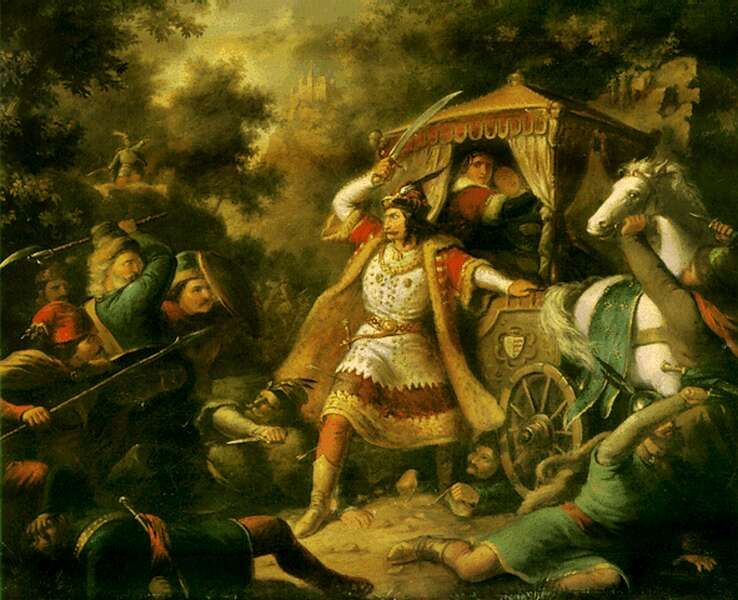
El nádor Nicolás Garai defiende a la reina Isabel Kotromanić y a su hija María. Obra de Mihály Kovács (1855)

Tras la muerte de Carlos III en 1386, nuevamente surgieron alzamientos a lo largo del río Dráva, que la reina Isabel quiso apaciguarlos con su propia presencia. De esta manera la reina madre y su hija partieron en un viaje por el reino, pero el 25 de julio fueron atacadas junto a la fortaleza de Gara, donde asesinaron a sus guardias. En el combate murió Blas Forgách y Nicolás Garai fue decapitado. Su cabeza fue arrojada dentro del carruaje de las reinas aterrorizadas (posteriormente, la cabeza de Juan Garai fue llevada a Nápoles y entregada a la reina viuda de Carlos III). En medio del atentado, la reina Isabel rogó llorando por la vida de su hija, y ninguna de las dos fue lastimada. Ambas fueron trasladadas primero a la fortaleza de Gomnec y después a la de Kruppa, donde fueron aprisionadas por un tiempo. Luego de derrotar el alzamiento, fueron llevadas a Novigrad, y ahí, tras descubrirse unas negociaciones secretas para su liberación con la República de Venecia, el 16 de enero de 1387 irrumpieron los guardias en su habitación por orden de Pablo Horváti y, tras colocar una cuerda en el cuello de Isabel Kotromanić, la estrangularon frente a su hija aterrorizada. Los guardias no se atrevieron a tocar a la reina María. 
Los restos de la fallecida reina Isabel fueron colocados en Zara en la iglesia de San Chrisogon. Los nobles húngaros no se atrevieron a nombrar rey a Segismundo hasta la muerte de esta reina madre, lo que significó que tanto ella como su antigua suegra fueron figuras de extrema influencia a pesar de estar aprisionadas o en una situación desventajosa. Con la muerte de Isabel surgió una nueva situación. Si bien su fallecimiento no fue confirmado hasta la liberación de María, el entierro se hizo público, lo que generó un nuevo revuelo en la nobleza húngara. La mayoría de los fieles de Isabel fueron ejecutados y los que apoyaban a Carlos III huyeron de la corte. De esta forma quedó solo un pequeño grupo conducido por el Nádor de Hungría Nicolás Széchy de Felsőlendva (c. 1320 – c. 1387), que se reunió tras la muerte de Isabel y el 31 de marzo de 1387 eligió a Segismundo como rey húngaro, consorte de la reina María. 
La coronación fue llevada a cabo por el obispo de Veszprém, tras la repentina muerte de Demeter, el arzobispo de Esztergom, quien hubiese sido al que legalmente le correspondía celebrar la ceremonia. Al poco tiempo, el rey -asistido por una flota veneciana- logró liberar el 4 de junio de 1387 a la reina aprisionada, y los hermanos Horváti consiguieron huir a Bosnia.
A partir de 1387 Segismundo de Luxemburgo y María se convirtieron formalmente en pareja real. Sin embargo, el poder fue cayendo paulatinamente en manos del poderoso hombre. Así pues, María solo cumplió un papel formal en la política húngara, hasta que falleció en un trágico accidente el 17 de mayo de 1395, cuando cayó de un caballo y tras acelerarse su parto murió junto con su hijo.
| Predecesor: Margarita de Luxemburgo | Reina consorte de Hungría 1353-1382 | Sucesor: Margarita de Durazzo |